# Louis Reybaud
Pour les articles homonymes, voir Reybaud.

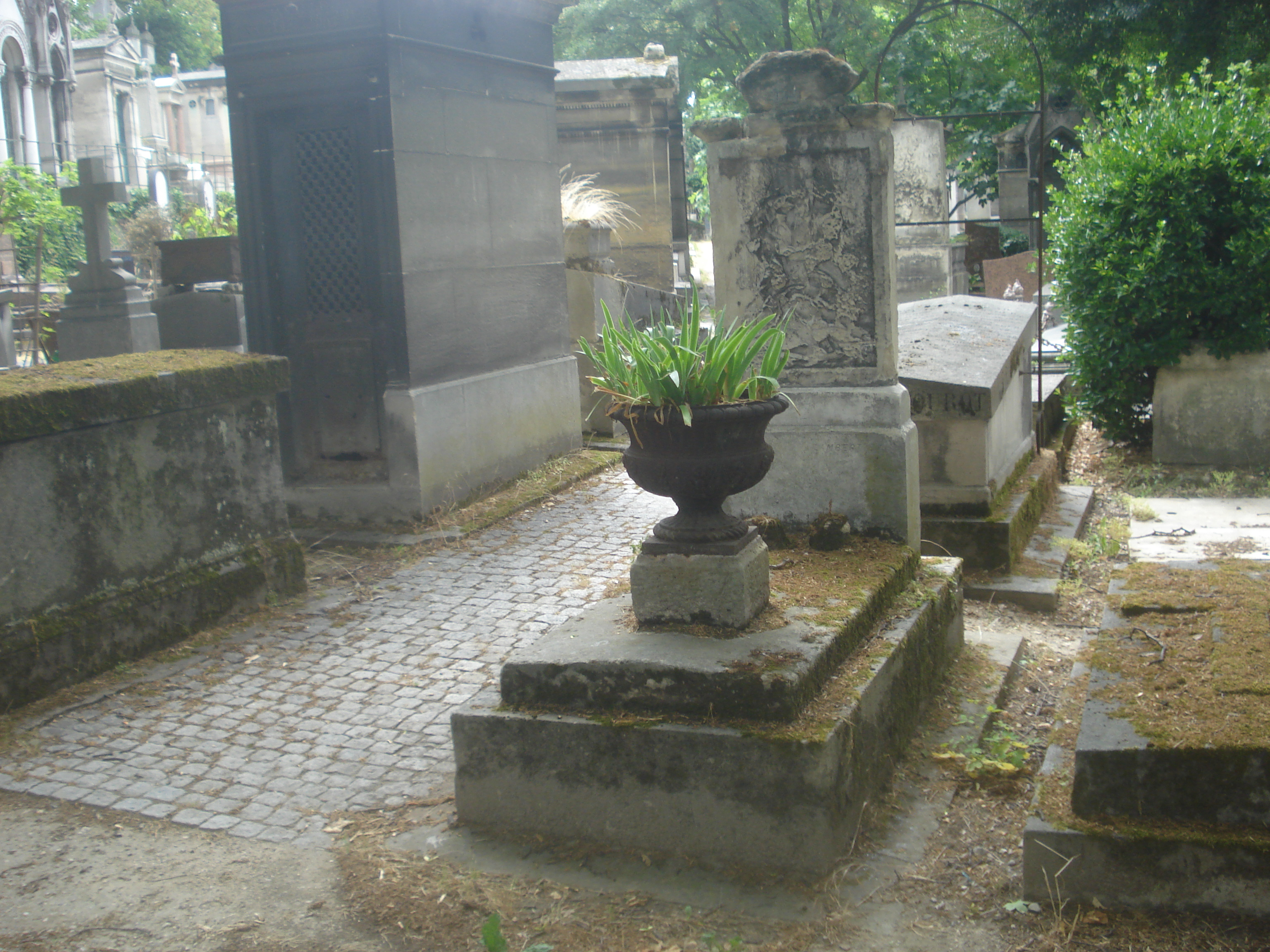
Sépulture de Louis Reybaud – Cimetière Montmartre

Louis Reybaud, né à Marseille le 15 août 1799 et mort à Paris le 28 octobre 1879, est un économiste, journaliste, homme de lettres et homme politique français.

## Sa vie et son œuvre
Né d'un père négociant, il fait ses études au collège de Juilly, puis voyage en Inde et dans le Levant où il acquiert une certaine fortune. De retour à Marseille, il prend goût pour les lettres et entame une carrière de journaliste, puis s'installe à Paris où il collabore au Voltaire politique et défend dans ses articles l'économie libérale tout en attaquant vigoureusement le gouvernement de la Restauration. Après la chute des Bourbons, il rédige des articles pour divers journaux tels que Le Constitutionnel et Le Corsaire et écrit des vers dans lesquels il fait la satire de la bourgeoisie triomphante.
À partir de 1830, il entreprend de refondre les travaux consacrés à l'expédition d'Égypte et publie une série d'ouvrages sur les grands voyageurs. Il s'intéresse à l'économie politique et contribue à la Revue des deux Mondes des études sur les réformateurs sociaux, ce qui lui vaut de recevoir le prix Montyon en 1841. La publication de ses Études sur les réformateurs contemporains ou socialistes modernes à peine terminée, il fait paraître en 1843 un roman satirique et social qui aura pour titre définitif Jérôme Paturot à la recherche d'une position sociale et qui connaît aussitôt un immense succès. Il fait suivre ce roman de plusieurs autres dans la même veine, que le public juge toutefois beaucoup moins réussis. Il fait preuve d'une fécondité si prodigieuse que l'indulgent J. Simon, même dans un éloge posthume, avoue qu'il sacrifierait cinquante volumes de l'œuvre complète et en regrettait peu quarante autres.
Sa réputation étant toutefois largement assise, il se porte candidat à la députation et, après un premier échec, se fait élire dans la circonscription des Bouches-du-Rhône en 1846. Il prend place au centre gauche et se rallie au gouvernement Guizot. Après un retour momentané à la vie privée lors de la Révolution de 1848, il se fait à nouveau élire dans la même circonscription, mais siège cette fois parmi les conservateurs. En 1849, il est fait chevalier de la Légion d'honneur. Il est élu membre de l'Académie des sciences morales et politiques en 1850.
Sa carrière politique prend fin à la suite du coup d'État de 1851, lorsqu'il refuse sa nomination par Louis-Napoléon à la commission consultative. Reybaud publie encore pendant quelque temps des romans et des études de mœurs, puis, revenu à ses travaux économiques, il livre le fruit de ses réflexions et de ses enquêtes sur l'industrie et la condition ouvrière dans une série d'ouvrages sur les manufactures. En 1872, nonobstant son grand âge, il est nommé percepteur du 10e arrondissement de Paris par le président Thiers.

## Publications
- Histoire scientifique et militaire de l'expédition française en Égypte, précédée d'une introduction présentant le tableau de l'Égypte ancienne et moderne, depuis les Pharaons jusqu'aux successeurs d'Ali-Bey, et suivie du récit des événements survenus en ce pays depuis le départ des Français et sous le règne de Mohammed-Ali d'après les mémoires, matériaux, documents inédits, 10 vol., 1830-1836
- Voyage pittoresque autour du monde, résumé général des voyages de découvertes de Magellan, Tasman, Dampier, etc., 2 vol., 1834-1835
- La Syrie, l'Égypte, la Palestine et la Judée, considérées sous leur aspect historique, archéologique, descriptif et pittoresque, 2 vol., 1839
- Études sur les réformateurs contemporains ou socialistes modernes. Saint-Simon, Charles Fourier, Robert Owen, 1842 Texte en ligne
- Études sur les réformateurs ou socialistes modernes. La société et le socialisme, les communistes, les chartistes, les utilitaires, les humanitaires, 1843 Texte en ligne
- La Polynésie et les îles Marquises, voyages et marine accompagnées d'un voyage en Abyssinie et d'un coup d'œil sur la canalisation de l'isthme de Panama, 1843
- Pierre Mouton, 2 vol., 1843 Texte en ligne 1 2
- Quelques chapitres des Mémoires de Jérôme Paturot, patenté, électeur et éligible, écrits par lui-même, 2 vol., 1843
- César Falempin, ou les Idoles d'argile, 2 vol., 1845 Texte en ligne 1 2
- Le Coq du clocher, 1846
- Jérôme Paturot à la recherche d'une position sociale, 2 vol., 1846 Texte en ligne 1 2
- Jérôme Paturot à la recherche de la meilleure des républiques, 1848 Texte en ligne
- Le Baron de Paturot à la recherche de la meilleure des monarchies, par un républicain du lendemain, 1849
- Marie Brontin, 2 vol., 1850
- Athanase Robichon candidat perpétuel à la Présidence de la République, 1851
- Les Idoles d'argile, 2 vol., 1852
- Nouvelles de Louis Reybaud. Le Dernier des commis voyageurs. Les Idoles d'argile. Le Capitaine Martin. Les Aventures d'un fifre, 1852
- Mœurs et portraits du temps, 2 vol., 1853
- La Comtesse de Mauléon, 1853
- La Vie à rebours, 1854
- La Vie de corsaire, 1854
- Marines et voyages, 1854
- Scènes de la vie moderne, 1855 Texte en ligne
- Le Dernier des commis voyageurs. Les Aventures d'un fifre, 1856
- L'Industrie en Europe, 1856 Texte en ligne
- Ce qu'on peut voir dans une rue : impressions d'un gardien de Paris, 1858
- Mémoires d'un garde de Paris, collection Meline, Leipzig, Alphonse Dûrr, libraire, 1857. Édition autorisée pour la Belgique et l'étranger, interdite en France.
- Études sur le régime des manufactures. Condition des ouvriers en soie, 1859 Texte en ligne
- Mathias l'humoriste, 1860
- Édouard Mongeron, 1860
- Économistes modernes, 1862
- Rapport sur la condition morale, intellectuelle et matérielle des ouvriers qui vivent de l'industrie du coton, 1862
- Rapport sur la condition morale, intellectuelle et matérielle des ouvriers qui vivent de l'industrie de la laine, 1865 Texte en ligne
- Fourchambault et Commentry : rapport sur la condition morale intellectuelle et matérielle des ouvriers qui vivent de l'industrie du fer, 1868 Texte en ligne
- Splendeurs et infortunes de Narcisse Mistigris, 1874
- Le Fer et la houille, suivis du Canon Krupp et du Familistère de Guise, 1874 Texte en ligne

## Sources
- « Louis Reybaud », dans Adolphe Robert et Gaston Cougny, Dictionnaire des parlementaires français, Edgar Bourloton, 1889-1891 [détail de l’édition]
- Pierre Larousse, Grand Dictionnaire universel du XIXe siècle, vol. XIII, 1875, p. 1134